# Parata
Parata là một xã ở tỉnh Haute-Corse trên đảo Corse, Pháp. Xã này có diện tích 2,83 km², dân số năm 1999 là 27 người. Khu vực này có độ cao 550 mét trên mực nước biển.